# Sukamampir
Sukamampir is een bestuurslaag in het regentschap Serang van de provincie Banten, Indonesië. Sukamampir telt 3631 inwoners (volkstelling 2010).